# Callopistria rectilinea
Callopistria rectilinea är en fjärilsart som beskrevs av Saalmüller 1891. Callopistria rectilinea ingår i släktet Callopistria och familjen nattflyn. Inga underarter finns listade i Catalogue of Life.